# Лена Бурке
Лена Бурке (ісп. Lena Burke; нар. 18 лютого 1978, Гавана, Куба) — кубинська співачка. 

## Біографія
Лена Бурке народилася 18 лютого 1978 року у Гавані у родині Рея Неріо та Малени Бурке. Перші пісні дівчина написала у трирічному віці. У п'ять років Лена почала відвідувати уроки гітари, а у семирічному віці почала грати на піаніно. 
Лена Бурке розпочала свою музичну кар'єру як бек-вокалістка у відомих співаків.
Дебютним синглом співачки стала композиція "Tu Corazón" (дует з Алехандро Сансом.

## Дискографія
- Lena (2005)
- La Mala (2009)
- Alex, Jorge y Lena (2010)

## Сингли

### Альбом "Lena"
Незважаючи на успіх синглу "Tu Corazón", менш успішними композиціями стали "Puedo Jurarlo" та "Que Seria De Mi". Критики відзначали голос та виконання Леною синглів альбому, проте широкого успіху альбом не мав.
- Arrepentido
- Tu Corazón (з Алехандро Сансом)[1]
- Que te perdone Dios[2]
- Amanecerte la Vida
- Viejos Tiempos[3]
- Sígueme
- Que sería de mi[4]
- Puedo jurarlo
- Ororeiya[5]
- Ven y ...[6]
- Noche como esta[7]
- Eterna pasajera[8]

### Альбом "La Mala"
У 2009 році Лена Бурке зробила саундтрек до біографічного фільму "La Mala", який розповідає про кубинську співачку Ла Лупе (1936-1992). В другому альбомі співачки три сингли є оригінальними композиціями Лени Бурке. У фільмі "La Mala" також відбувся кінематографічний дебют Бурке.
- La Tirana
- Que Te Pedi[9]
- Puro Teatro
- Yo No Lloro Mas
- Si Vuelves Tu
- Porque Asi Tenia Que Ser
- Que Te Pedi[10]
- Que Puedo Hacer
- Cosas De La Vida[11]
- Rumbon

### Альбом "Alex, Jorge y Lena"
- La Cancion Del Pescado
- Mil Maneras De Querer
- Estar Contigo
- Quien
- Las Cosas Que Me Encantan
- Ya Sabes Como Soy
- Si Ya No Tengo Tu Corazon[12]
- Versos De Amor
- A La Vuelta De La Esquina
- Huella
- Sobre El Suelo Mojado
- Mas Na' Contigo